# Zbigniew Zaleski
Zbigniew Franciszek Zaleski (ur. 29 kwietnia 1947 w Rogozińcu, zm. 31 sierpnia 2019 w Rogóźnie) – polski psycholog, nauczyciel akademicki i polityk, profesor nauk humanistycznych, poseł do Parlamentu Europejskiego VI i VII kadencji z ramienia Platformy Obywatelskiej.

## Życiorys
Syn Pawła i Emilii. W 1972 ukończył studia z zakresu psychologii na Katolickim Uniwersytecie Lubelskim. W 1978 uzyskał stopień doktora, dziesięć lat później stopień doktora habilitowanego. W 1994 otrzymał tytuł profesora nauk humanistycznych. Został wykładowcą m.in. na Uniwersytecie Jagiellońskim oraz na KUL. Na macierzystej uczelni w latach 1999–2005 pełnił funkcję dziekana Wydziału Nauk Społecznych, był też długoletnim kierownikiem Katedry Psychologii Emocji i Motywacji. W latach 1991–1992 był stypendystą Programu Fulbrighta na Uniwersytecie Kalifornijskim w Los Angeles.
W latach 2002–2004 był radnym sejmiku lubelskiego. Z listy PO w 2001 bez powodzenia kandydował do Sejmu, a w 2004 został wybrany do Parlamentu Europejskiego VI kadencji. Należał do frakcji Europejskiej Partii Ludowej – Europejskich Demokratów. Brał udział w pracach Komisji Rozwoju, Komisji Handlu Zagranicznego. W 2009 nie uzyskał reelekcji w wyborach europejskich. Mandat europosła VII kadencji objął jednak w 2013, zastępując Lenę Kolarską-Bobińską. Ponownie dołączył do grupy chadeckiej w PE. W 2014 nie ubiegał się o wybór na kolejną kadencję.
Pochowany na cmentarzu Powązkowskim w Warszawie (kw. 141/4/30).